# لنغر (ولاية نواوي)
لنغر هي بلدة في مقاطعة خطيرجي في ولاية نواوي في أوزبكستان.